# Ethylkwik

Ethylkwik is een organometallisch kation bestaande uit een ethylgroep en een kwikatoom. De brutoformule is C2H5Hg+. De naam ethylkwik wordt soms gebruikt als generische term om organische kwikverbindingen aan te duiden, zoals ethylkwikchloride en ethylkwikureum.

## Thiomersal
Thiomersal is een ethylkwik-afgevende verbinding: de algemene benaming luidt immer natriumethylkwikthiosalicylaat (C9H9HgNaO2S). In sommige vaccins wordt thiomersal als een conserveermiddel verwerkt. Thiomersal valt in het lichaam uiteen in ethylkwik en thiosalicylaat. Ethylkwik heeft een halveringstijd van 7 dagen, door uitscheiding via de ontlasting.  Uit een empirische blinde test op 15 vrouwen, met een even zo grote controlegroep bleek de halveringstijd zelfs rond de 5,6 te liggen. Door deze snelle uitscheiding en het metabolisme dat het ethylkwik omzet naar anorganisch kwik is opstapeling in het lichaam niet waarschijnlijk. Uit onderzoek bij dieren blijkt dat ethylkwik, als het zich opstapelt, zich kan nestelen in de hersenen, wat vragen stelt over de neurotoxiciteit als gevolg van vaccins met thiomersal. Resultaten uit onderzoek hiernaar wijzen op geen verband tussen ethylkwik en neurologische ontwikkelingsstoornissen. Ook blijken mensen die een huidallergie hebben voor ethylkwik een vaccin met thiomersal net zo goed te verdragen als anderen.